# Орловка (приток Крынки)
Орло́вка — малая река в Донецкой области на Украине, левый приток Крынки. Длина реки — 23 км.
Орловка относится к бассейну реки Крынки.

## Описание реки
Течёт Орловка с северо-востока, беря своё начало в районе ботанического заказника Обушок, на юго-запад, впадая в Крынку в селе Степано-Крынка.
Большую часть река протекает по дну Орловской балки, где её берега загущены кустарником и деревьями байрачно-пойменной лесополосы. В верхнем и среднем течении глубина и ширина Орловки небольшие, сопоставимы с характеристиками ручьёв балок Донецкого кряжа.
Русло реки извилистое, дно — с мелко-каменистыми наносами и заиливанием; вода в среднем течении часто бывает замутнена (предположительно сбросами птице-товарной фермы близ села Дубовое). Питается Орловка ручьями прилегающих балочек, родниковыми водами и осадками.
Река протекает через сёла Степано-Крынка и Русско-Орловка, и вблизи посёлков Захарченко и Дубовое.
Происхождение топонима — Орловка — связано с фамилией одного из полковников Войска Донского, графа Орлова, у которого в 1764 году здесь была основана слобода, положившая начало городу Шахтёрску.